# Quando c'era lui... caro lei!
Quando c'era lui... caro lei! è un film italiano del 1978 diretto da Giancarlo Santi.
È stato in seguito distribuito con il titolo di Fantozzi contro Fantozzi, nonostante il celebre personaggio del ragioniere Ugo Fantozzi non compaia in nessuna scena.
Il titolo riprende satiricamente un famoso intercalare utilizzato dai nostalgici del regime fascista, in cui quando si dice "lvi" ci si riferisce a Mussolini: è per questo che nel film il cognome del Duce viene pronunciato una volta sola, da Pavanati, mentre nel corso della pellicola si utilizza ripetutamente il pronome "lui". Mussolini si vede sempre di spalle.

## Trama
Una limousine si ferma davanti ad un distributore di benzina gestito da Beretta, il quale riconosce due suoi vecchi amici all'interno dell'auto: il questore Pavanati ed il senatore Rossetti, un tempo anarchico. I due invitano Dalmazio Beretta a salire sulla vettura e lo conducono in un ristorante dove mangeranno insieme: sia durante il viaggio sia nel locale i tre parlano della loro giovinezza e di quando c'era "lui", Benito Mussolini, di cui Beretta e Pavanati erano stati fidi segretari personali.
Vari sono i momenti che affiorano alla mente dei tre: l'udienza con papa Pio XI per la firma del concordato, gli interminabili esercizi ginnici che il duce li costringeva a fare, le numerose relazioni extraconiugali di Mussolini sempre scoperte dalla moglie Rachele, l'alleanza con Hitler cercata e trovata anche attraverso un buon piatto di tagliatelle, i litigi con l'ambasciatore britannico, gli attentati di Rossetti ed infine le sedute spiritiche eseguite per tentare di raddrizzare l'esito della seconda guerra mondiale.
Quando cala la sera, Rossetti e Pavanati mostrano il loro vero volto: il loro intento non era quello di rincontrarsi con un caro amico ma di trovare un capro espiatorio a cui attribuire le responsabilità di numerosi crimini fascisti rimasti irrisolti. I due, che lavorano per i servizi segreti, approfittando del fatto che Beretta si è addormentato, lo ammanettano e lo fanno arrestare: quando si sveglia, Dalmazio subisce un'ulteriore beffa osservando che tutti i suoi carcerieri sono in realtà ex gerarchi del vecchio regime.

## Critica
La recensione all'epoca dell'uscita del Corriere della Sera si dimostrò abbastanza dura, che criticò il film per avere ridotto il fascismo a «una gran pagliacciata fumettistica», senza considerarne gli altri aspetti. Gli autori del film hanno dichiarato di averlo pensato «contro la mentalità del potere e il fascismo che ne è la matrice» e di aver voluto unire «all'ironia per il regime passato» la critica «all'arroganza del potere di oggi».